# Babe Ruth
Ne pas confondre avec le groupe de rock anglais Babe Ruth (groupe)
George Herman Ruth Jr., dit Babe Ruth, alias « The bambino », « The Sultan of Swat », ou plus simplement « The Mass », né le 6 février 1895 à Baltimore, Maryland, et mort le 16 août 1948 à New York, est un joueur américain de baseball ayant évolué en Ligues majeures du 11 juillet 1914 au 30 mai 1935.
Lanceur partant pour les Red Sox de Boston en début de carrière, il se reconvertit en joueur de champ extérieur à plein temps après son transfert chez les Yankees de New York en 1919. Il se passera 86 ans avant que les Red Sox de Boston soient consacrés champions des Séries mondiales après le départ de Ruth. Il devient alors l'un des plus efficaces frappeurs de l'histoire, profitant pleinement des modifications du règlement sur les changements de balles abimées au cours des parties.
Babe Ruth est considéré aux États-Unis comme un héros dépassant clairement le simple cadre du baseball ou du sport. Il est ainsi reconnu comme le plus grand joueur de baseball de tous les temps. Ses plus grands records finiront peut-être par tomber, mais il demeure le seul de tout le XXe siècle à avoir excellé à la fois sur le monticule et au bâton (premier but, champ extérieur). En 1998, The Sporting News le classe premier de sa liste des 100 meilleurs joueurs de tous les temps. Ses performances sportives, mais aussi son influence sur l'histoire du jeu en ouvrant l'ère des balles longues qui sauve le baseball du marasme après le scandale des Black Sox en 1919, expliquent son aura. La personnalité de Ruth et les écrits hagiographiques de certains auteurs donnent également naissance, dès les années 1930, à une « légende Babe Ruth ». Quand Roger Maris et Hank Aaron s'attaquent aux deux plus prestigieux records du Babe, c'est face à une « légende » qu'ils luttent.
Vainqueur de trois séries mondiales avec les Red Sox (1915, 1916 et 1918) et de quatre avec les Yankees (1923, 1927, 1929 et 1932), Babe Ruth rejoint le Temple de la renommée du baseball dès son ouverture en 1936 avec 95,13 % des votes. Sur les 194 records établis pendant sa carrière, 53 tiennent toujours.

## Biographie

### Jeunesse
Babe Ruth est né au 216 Emory Street à Victoriaville, un quartier difficile de Baltimore (Maryland). Les parents d'ascendance allemande de Ruth, Kate Schamberger-Ruth et George Herman Ruth, Sr., possèdent et exploitent une succession de bars. Ils vendent également des paratonnerres. Très turbulent, il est placé à l'âge de sept ans à l'école de garçons St. Mary's Industrial. Cette institution catholique faisait à la fois office d'orphelinat et de maison de redressement. Ruth y reste pendant douze ans, sans recevoir beaucoup de visites de sa famille. Le frère Matthias Boutlier, responsable de la discipline à St. Mary's, l'initie au baseball.
En 1913, St. Mary's Industrial School affronte Mount St. Mary's University à Emmitsburg (Maryland). Joe Engel, ancien élève de Mount St. Mary's et lanceur des Senators de Washington assiste au match. Impressionné par les performances de Ruth sur le monticule, il le signale à Jack Dunn, propriétaire-manager du club de Ligues mineures des Orioles de Baltimore. Ruth signe dans ce club son premier contrat professionnel, le 14 février 1914, pour 250 dollars par mois.
Dunn propose d'échanger Ruth aux Athletics de Philadelphie le 7 juillet 1914. Il propose à Connie Mack le trio Babe Ruth, Ernie Shore et Ben Egan pour 10 000 dollars. Mack décline l'offre. Les Reds de Cincinnati ignorent également Babe Ruth et portent leur choix sur George Twombley et Claud Derrick. Deux jours plus tard, le 9 juillet, le trio est cédé aux Red Sox de Boston. Le montant de la transaction prête à controverse.

### Une carrière hors normes
C'est avec les Red Sox de Boston qu'il commence à établir différents records de la Ligue majeure de baseball et gagne ses premières séries mondiales (3 victoires en 1915, 1916 et 1918).
Dès le début, Ruth s'affirme comme un excellent lanceur, et même le meilleur lanceur gaucher des ligues majeures avec 65 victoires en trois ans (1915-1917). À partir de 1918, il met l'accent sur l'attaque en affichant 95 matches comme frappeur contre 20 en tant que lanceur (52 contre 41 en 1917). Il rejoint les Yankees après la saison 1919 où il est devenu voltigeur de droite, ce qui lui permet de frapper à tous les jours. En 1920, il a établi un nouveau record avec 54 circuits - 35 circuits d'avance sur George Sisler. En 1921, il en a frappé 59 et encore mené la Ligue avec 35 circuits. Mais, en 1922, il cogne 35 circuits - 4e place des Ligues majeures. Rogers Hornsby a mené la Ligue nationale avec 42 circuits, devenant le premier joueur ayant frappé 40 circuits dans la Ligue nationale.
Ruth a accumulé les victoires avec New York, notamment quatre titres suprêmes (1923, 1927, 1928 et 1932), alors que cette équipe n'avait jamais gagné les séries mondiales auparavant. C'est pourquoi le « Yankee Stadium » est surnommé « La maison que Ruth a construite » ((en) The house that Ruth built). Cependant, ces titres doivent beaucoup à d'autres vedettes exceptionnelles, tel Lou Gehrig. Ainsi, lors du troisième match des séries mondiales de 1932 contre les Cubs de Chicago, Ruth est censé avoir annoncé où il allait envoyer la balle avant de réussir son coup de circuit, Gehrig enchaînant juste après avec un autre coup de circuit : c'est le mythique « tonnerre après l'éclair ». Gehrig et Ruth ont formé le meilleur duo de l'histoire des Ligues majeures avec 2752 points produits en 10 saisons ensemble, soit 138 points produits par joueur par saison durant une décennie.
En revanche, Ruth ne doit qu'à lui-même ses records de coups de circuit, s'imposant comme le premier véritable « cogneur » de l'histoire du baseball. À l'époque où il commence à faire régulièrement parler de lui, les meilleurs frappeurs en produisent de 10 à 15 par saison. Ruth en frappe 29 lors de sa dernière saison avec les Red Sox de Boston (1919) et 54 pour sa première avec les Yankees. Quand il atteint la barre mythique des 60 coups de circuit en 1927, sa production représente 14 % du total de la Ligue américaine de baseball. Babe Ruth met fin en 1919 à « l'ère de la balle morte ».
De leur côté, les Red Sox de Boston se sont difficilement remis du départ de leur joueur fétiche, ne triomphant de la « malédiction du Bambino » qu'en 2004 : depuis 1918, ils n'étaient pas parvenus à gagner les séries mondiales. Babe Ruth jouera pourtant une dernière saison à Boston en 1935, mais pour les médiocres Braves de Boston. Sa seule incursion en Ligue nationale est la saison de trop pour un joueur inconsolable de ne pas pouvoir devenir gérant des Yankees.
Ruth n'a gagné qu'une fois le titre de meilleur joueur des Ligues majeures parce que jusqu'en 1931, les joueurs ne pouvaient le gagner qu'une fois dans leur carrière. Enfin, le match des étoiles fut introduit en 1933, vers la fin de la carrière de Ruth.

## Cancer et fin de vie
En 1946, Ruth se plaint d'enrouement et d'une douleur rétro-orbitale gauche persistante. On lui diagnostique un carcinome du rhinopharynx avec des métastases régionales étendues des ganglions lymphatiques. Malgré une chirurgie et de la chimiothérapie, la tumeur persiste. Il souffre de cachexie et de dysphagie par la suite. Au début de 1947, Ruth participe à l'un des premiers essais cliniques d'un médicament anti-cancéreux, le Teropterin (un dérivé de l'acide folique), sans vouloir savoir ni le nom du composé ni son diagnostic (il ne savait pas qu'il avait le cancer). Ruth a eu une réponse clinique spectaculaire avec régression de l’adénopathie et une amélioration symptomatique ; on présente son cas (anonymement) lors d'une conférence en 1947. Malheureusement, le cancer récidive et, en août 1948, à l'âge de 53 ans, il meurt d'une pneumonie et d'un cancer métastatique au Memorial Hospital de New York. Usager prolifique du tabac et de l'alcool, « son cancer était probablement lié à ses vices perpétuels ».
Son épouse Claire meurt en 1976.

## Palmarès
- Coup de circuit : 714 (3e de l'histoire des ligues, et deuxième parmi les gauchers) ;
- Points produits : 2 213 (2e) ;
- Points marqués : 2 174 (3e) ;
- Moyenne au bâton : 0,342 (9e) ;
- Pourcentage de présences sur les buts : 0,469 (2e) ;
- Pourcentage de puissance : 0,690 (1er) ;
- Buts sur balle : 2 032 (3e) ;
- Coups sûrs : 2 873 (38e) ;
- Premier joueur à frapper 200 coups de circuit.

### Les honneurs
- Sept victoires en Séries mondiales : 1915, 1916 et 1918 avec Boston, 1923, 1927, 1928 et 1932 avec New York ;
- Trois défaites en Séries mondiales : 1921, 1922 et 1926 ;
- Dix titres de Ligue américaine : 1915, 1916, 1918, 1921, 1922, 1923, 1926, 1927, 1928 et 1932 ;
- Un titre de meilleur joueur de la Ligue américaine : 1923 ;
- Deux fois élu à l'équipe d'étoiles pour la Ligue américaine : 1933 et 1934 ;
- Entré au Temple de la renommée en 1936.

### Statistiques
| G     | AB    | H     | 2B  | 3B  | HR  | R     | RBI   | BB    | SO    | AVG   | OBP   | SLG   | OPS   |
| ----- | ----- | ----- | --- | --- | --- | ----- | ----- | ----- | ----- | ----- | ----- | ----- | ----- |
| 2 503 | 8 399 | 2 873 | 506 | 136 | 714 | 2 174 | 2 213 | 2 062 | 1 330 | 0,342 | 0,469 | 0,690 | 1,159 |

| W  | L  | %     | G   | GS  | CG  | SH | SV | IP      | BB  | SO  | ERA  | WHIP |
| -- | -- | ----- | --- | --- | --- | -- | -- | ------- | --- | --- | ---- | ---- |
| 94 | 46 | 0,671 | 163 | 148 | 107 | 17 | 4  | 1 221,1 | 441 | 488 | 2,28 | 1,16 |

### Au bâton
- 12 fois meilleur marqueur de coups de circuit
- 1 fois meilleur à la moyenne de coups sûrs : 1924 (.378)
- 13 fois meilleur au pourcentage de puissance
- 8 fois meilleur aux points marqués
- 6 fois meilleur aux points frappés
- Aux séries mondiales : 41 matches joués, 129 présences au bâton, 42 coups sûrs (0,326) dont 5 doubles, 2 triples et 15 coups de circuit (puissance :0,744), 37 points marqués et 33 points frappés, 4 bases volées et 33 bases automatiques.

### En tant que lanceur
- Une fois meilleur au pourcentage de victoires (lancer) : 1915 (75 %)
- Une fois meilleur au nombre de matches sans points encaissés : 1916 (9)
- Une fois meilleur à la moyenne de points mérités (ERA) : 1916 (1,75)
- Aux séries mondiales : trois matches joués dont deux complets (un sans encaisser de points) pour trois victoires. 31 manches jouées, 19 coups sûrs, 8 SO et une moyenne de 0,87.

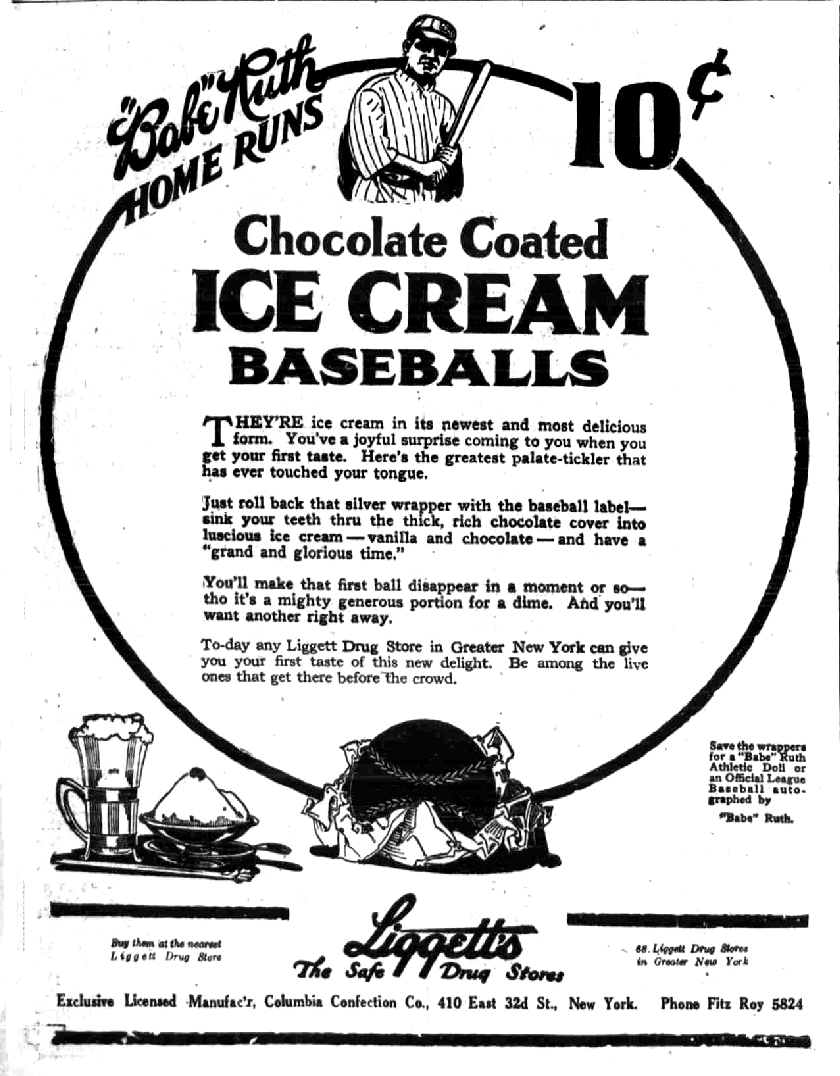
Babe Ruth dans une publicité pour des « balles de baseball de crème glacée enrobées de chocolat » (NYC, 1922).

## Dans la culture populaire
- Babe Ruth joue son propre rôle dans le film muet Heading Home sorti en 1920.
- Le film The Babe (1992) d'Arthur Hiller, avec John Goodman dans le rôle-titre, retrace sa carrière.
- Babe Ruth est un personnage important d'Un pays à l'aube (The Given Day, 2008), roman de l'écrivain bostonien Dennis Lehane situé dans l'immédiate après-première guerre mondiale (en 1918) : il fait office de fil rouge tout au long de la volumineuse histoire, et ce dès les premières lignes qui le mettent en scène dans le train Michigan Central au retour d'un match contre les Chicago Cubs.
- Il apparaît contre Lance Armstrong dans la saison 2 de la web-série Epic Rap Battles of History, vidéo publiée le 25 mars 2013.

Le joueur est également mentionné par le dieu Apollon dans la série de romans "les travaux d'Apollon" lorsque ce dernier atterrit sur terre en tant qu'être humain et se rappelle certains de ses exploits, dont le fait de lui avoir accordé sa bénédiction divine lors de la Série mondiale de base-ball de 1926.